# Église de la Sainte-Résurrection de Beyoğlu
L'église de la Sainte-Résurrection (en arménien : Սուրբ Յարութիւն Եկեղեցի), est une église arménienne située dans le district de Beyoğlu à Istanbul. La date d'origine de la première construction n'est pas connue mais l'église a été entreprise en 1846, fermée en 1890 et reconstruite en 1895 par les architectes d'origine arménienne Hovhannes et Mıgırdiç Esayan .